# Oier Ibarreche
Oier Ibarreche Conde (también escrito como Oier Ibarretxe Conde; Galdácano, 30 de mayo de 2003) es un deportista español que compite en boxeo.
Ganó una medalla de oro en el Campeonato Europeo de Boxeo Aficionado sub-22 de 2023, en la categoría de 63,5 kg.
Participó en los Juegos Olímpicos de París 2024, ocupando el decimoséptimo lugar en la categoría de 63,5 kg.

## Palmarés internacional
| Campeonato Europeo Sub-22 | Campeonato Europeo Sub-22 | Campeonato Europeo Sub-22 | Campeonato Europeo Sub-22 |
| Año                       | Lugar                     | Medalla                   | Categoría                 |
| ------------------------- | ------------------------- | ------------------------- | ------------------------- |
| 2023                      | Budva (Montenegro)        | Medalla de oro            | 63,5 kg                   |